# Estadio Guillermo Próspero Trinidad
El Estadio Guillermo Próspero Trinidad, conocido además como Estadio Trinidad (en papiamento: Complejo Deportivo Guillermo Prospero Trinidad; y en neerlandés: Trinidad Stadion) es una instalación deportiva multipropósito ubicada en la ciudad capital de la isla caribeña de Aruba, Oranjestad.
Es el Estadio Nacional de Aruba, el nombre fue colocado en honor de Guillermo Trinidad, un político originario de ese mismo vecindario, el de Dakota. Originalmente el estadio llevaba el nombre de una conocida exreina neerlandesa, Guillermina, pero el nombre fue cambiado en 1994, después de terminarse un proyecto de renovación de sus instalaciones.
El estadio se usa para albergar partidos de fútbol, siendo el lugar donde juega la Selección de fútbol de Aruba y la Primera División de Aruba, pero acoge también las competiciones de atletismo, pista y campo. Tiene una capacidad de aproximadamente 5.500 espectadores.